# Neostylopyga quadrilobata
Neostylopyga quadrilobata es una especie de cucaracha del género Neostylopyga, familia Blattidae.

## Distribución
Esta especie se encuentra en Indonesia (Célebes).